# Wladimir Anatoljewitsch Fjodorow
Wladimir Anatoljewitsch Fjodorow (russisch Владимир Анатольевич Фёдоров, * 22. April 1971 in Moskau) ist ein ehemaliger russischer Eiskunstläufer, der im Eistanz startete.
Fjodorows erste Eistanzpartnerin war Ljudmila Berezowa. Mit ihr gewann er bei der Juniorenweltmeisterschaft 1989 die Silbermedaille.
Danach startete er mit Anschelika Krylowa. An ihrer Seite gewann er 1993 in Prag mit Bronze hinter seinen Landsleuten Maja Ussowa und Alexander Schulin sowie Oxana Grischtschuk und Jewgeni Platow seine einzige Weltmeisterschaftsmedaille. Seine einzigen Olympischen Spiele beendete Fjodorow gemeinsam mit Krylowa 1994 in Lillehammer auf dem sechsten Platz.
Fjodorows letzte Eistanzpartnerin war Anna Semenowitsch. 1998 bestritt das Paar seine einzige Weltmeisterschaft, kam aber nicht über den 15. Platz hinaus.
Nach dem Ende seiner Karriere arbeitete Fjodorow als Trainer.

## Ergebnisse

### Eistanz
(bis 1994 mit Anschelika Krylowa, danach mit Anna Semenowitsch)
| Wettbewerb / Jahr           | 1992 | 1993 | 1994 | 1996 | 1997 | 1998 | 1999 |
| --------------------------- | ---- | ---- | ---- | ---- | ---- | ---- | ---- |
| Olympische Winterspiele     |      |      | 6.   |      |      |      |      |
| Weltmeisterschaften         |      | 3.   | Z    |      |      | 15.  |      |
| Europameisterschaften       |      | 4.   | 6.   |      |      |      |      |
| Sowjetische Meisterschaften | 2.   |      |      |      |      |      |      |
| Russische Meisterschaften   |      | 3.   | 1.   |      |      | 3.   | 4.   |

Z = Zurückgezogen
(mit Ljudmila Berezowa)
| Wettbewerb / Jahr           | 1989 |
| --------------------------- | ---- |
| Juniorenweltmeisterschaften | 2.   |